# Neal Rodak

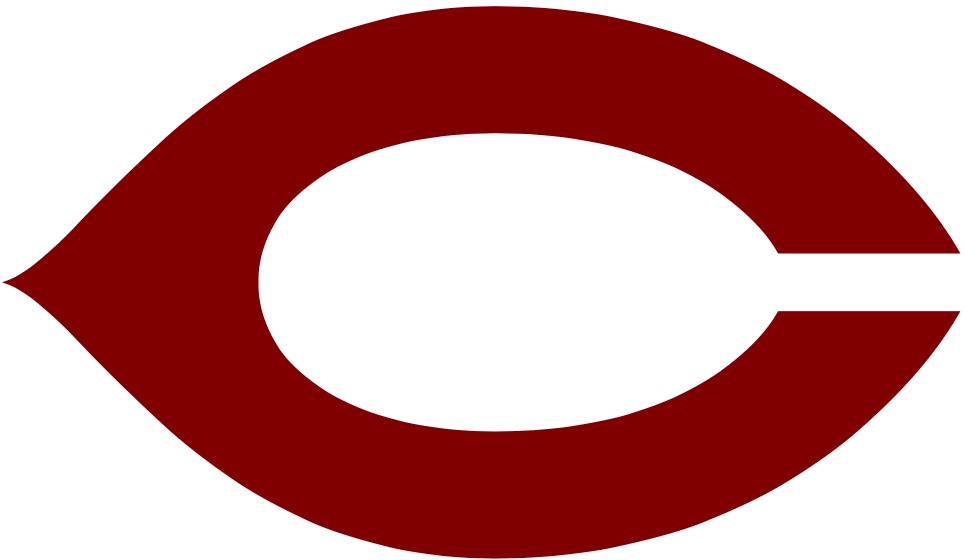
Zawodnik Chicago Maroons

Neal Rodak – amerykański zapaśnik. Zajął czwarte miejsce na mistrzostwach panamerykańskich w 2004. W Pucharze Świata w 2002 roku zdobył brązowy medal.
Zawodnik Uniwersytetu Chicagowskiego. Dwa razy All American (1996 i 1997) w NCAA Division III, trzeci w 1997 i ósmy w 1996 roku.
Ukończył prawo na Arizona State University. Uczestnik U.S. Army World Class Athlete Program, oficer United States Army.